# Bandial (langue)
Pour les articles homonymes, voir Bandial.
Le bandial est une langue parlée en Casamance, au Sud du (Sénégal).
C'est une langue bak, rattachée à la branche nord des langues atlantiques, elles-mêmes sous-catégorie des langues nigéro-congolaises.

## Autres noms
Banjaal

## Population
En 2002, le bandial était parlé par 10 125 personnes au Sénégal.

## Localisation
Le bandial est présent dans des villages de Casamance tels que Affiniam, Badiate-Grand, Bandial, Brin, Enampore, Essyl, Etama, Kamobeul et Séléki.
À part Affiniam, toutes ces localités se trouvent à l'intérieur d'une zone délimitée par le fleuve Casamance au Nord, le bolong Komobeul à l'Ouest, la route Ziguinchor-Oussouye au Sud et la route Brin-Niassia à l'Est.

## Écritures
| a | á | b | bb | ĉ  | c  | d | e | é | f | g | h | i | í | j | k | l | m | mb |
| n | ñ | ŋ | nd | nj | ng | o | ó | ᵽ | p | r | s | t | u | ú | v | w | y |    |

## Sources

### Filmographie
- Sénégal : le jóola banjal, court-métrage documentaire de la série Ces langues qui ne veulent pas mourir, réalisé par Rozenn Milin, 2013, 5 min 49, diffusé sur ARTE en 2013.